# Pseudobarobata denticulata
Pseudobarobata denticulata är en fjärilsart som beskrevs av Sergius G. Kiriakoff 1966. Pseudobarobata denticulata ingår i släktet Pseudobarobata och familjen tandspinnare. Inga underarter finns listade i Catalogue of Life.